# Земнухов, Иван Александрович
Ива́н Алекса́ндрович Земнухо́в (8 сентября 1923, д. Илларионовка Шацкого района Рязанской области — 16 января 1943, Краснодон) — участник и один из организаторов подпольной антифашистской организации «Молодая гвардия». Герой Советского Союза.

## Биография

### До войны
Иван Александрович Земнухов  родился 8 сентября 1923, деревня Илларионовка, Шацкий район, Рязанская область,  в  бедной крестьянской семье. В первый класс пошел в школу соседнего села Ольхи. 
В 1932 году Земнуховы переехали в город Краснодон.
С ранних лет он проявил пристрастие к литературе, много читал. 
С 13 лет начал писать стихи, воспевал в них красоту родной природы. В школе Ваня Земнухов был старостой литературного кружка. Товарищи в шутку называли Ваню "профессором" за начитанность, зрелые суждения и глубокие знания литературы.
В 1938 году вступил в ряды ВЛКСМ, через год был избран членом комитета комсомола, активно занимался общественной работой. В качестве поощрения за общественную работу девятиклассник Иван Земнухов получил путевку в Славяногорский дом отдыха и зимние каникулы провел в этом чудесном уголке. 
С первых дней войны Земнухов пытался уйти на фронт, но не прошел по состоянию здоровья. По рекомендации райкома комсомола Иван Земнухов работал старшим пионервожатым вначале в Первомайской школе, а затем в школе № 1 имени А. М. Горького.
В марте 1942 года был утверждён членом комиссии по школьной работе при райкоме комсомола. Семья была бедна, ходил в старой поношенной одежде отца. Школа служила госпиталем во время войны/

### Антифашистская деятельность
В занятом немцами Краснодоне Иван Земнухов активно включился в подпольную работу, став участником подпольной комсомольской организации «Молодая гвардия». Земнухова избрали членом штаба. Важная роль принадлежала ему в создании подпольной типографии, в печатании первых листовок, в их распространении. Принимал участие в боевых операциях. В декабре 1942 года с разрешения оккупационных властей начал работать клуб имени А. М. Горького. Иван Земнухов становится администратором клуба. Вместе с директором Евгением Мошковым он координирует работу кружков художественной самодеятельности, в которые входили многие подпольщики. Работа в клубе давала возможность почти легально собираться группами, обсуждать планы действий и боевых операций. Клуб имени А. М. Горького по сути стал штаб-квартирой молодогвардейцев.
На следующий день после ареста 1 января 1943 года Е. Мошкова и В. Третьякевича Иван Земнухов пошёл в полицию, чтобы попытаться их выручить, и был арестован.
В ночь с 15 на 16 января 1943 года после зверских пыток вместе с товарищами был живым сброшен в шурф шахты № 5.
Похоронен в братской могиле в городе Краснодоне.

## Награды
- 13 сентября 1943 года Ивану Александровичу Земнухову посмертно присвоено звание Герой Советского Союза.
- Посмертно награждён орденами Ленина, Отечественной войны 1-й степени и медалью «Партизану Отечественной войны» 1-й степени.

## Память
- Является героем романа А. Фадеева «Молодая гвардия».
- Около 1958 г. в г. Молодогвардейске на ул. Ленина установлен Мемориал героям-молодогвардейцам «Клятва». Скульптурные портреты-бюсты И. Земнухова, Ф. П. Лютикова, Л. Шевцовой, С. Тюленина, У. Громовой, И. Туркенича, О. Кошевого, Н. П. Баракова. Скульпторы В. И. Мухин, В. Х. Федченко
- в 1974 году в его честь был назван построенный на Херсонском судостроительном заводе речной буксир «Иван Земнухов»[2]
- В 2017 г. Почта Луганской Народной Республики выпустила блок марок «Молодая Гвардия 75 лет». Одна из марок блока с портретом И. Земнухова[3].
- В 2018 году имя Земнухова получила одна из улиц Рязани.[4]
- В Волгограде есть улица Ивана Земнухова.
- В Петрозаводске есть улица Ивана Земнухова.
- В Воронеже есть переулок Земнухова
- В Алматы (Казахстан) есть улица Земнухова
- В городе Сочи есть улица Земнухова
- В городе Калининграде есть улица Земнухова
- В 2015 году барельеф Ивана Земнухова установлен на Аллее пионеров-героев (Ульяновск)[5].
- В городе Новосибирске есть улица Земнухова.
- На въезде в село Илларионовка установлена большая стела в память о герое Советского Союза Иване Земнухове.